# Pterolophia nigrovirgulata
Pterolophia nigrovirgulata là một loài bọ cánh cứng trong họ Cerambycidae.